# Центрифугална сила
Центрифугална сила је инерцијална сила, која се јавља код криволинијских кретања. Њен вектор правца пролази кроз центар кривине путање, нормалан је на вектор правца брзине и усмерен је од центра кривине ка телу, што је супротно од смера вектора центрипеталне силе. У општем случају када се тело не креће по једној конвексној путањи, већ има компликованију орбиту, центара кривине има више, зависно на ком делу путање се тело налази.
Центрифугална сила је инерцијална сила која се јавља по принципу Трећег Њутновог закона, закона акције и реакције, у односу на центрипеталну силу. Наиме, на тело које се креће по кружној путањи, гледајући из стационарног односно инерцијалног референтног система, види се да на њега делује центрипетална сила усмерена од центра кривине путање ка телу. С друге стране, из покретног система везаног за тело који је у овом случају неинерцијални референтни систем, тело не види центрипеталну силу, али постојање центрифугалне силе може да објасни кретање које се види из његовог неинерцијалног система референције. Центрипетална и центрифугална сила делују свака у различитом референтном систему.
Спљоштеност Земље (њезино испупчење на екватору), а деломично и смањење убрзања земљине силе теже на екватору последица су деловања центрифугалне силе, коју узрокује вртња или ротација Земље. На начелу деловања центрифугалне силе раде центрифугални уређај, центрифугални сепаратор, центрифугална сисаљка, различите врсте центрифуга и низ других уређаја.

## Увод
Центрифугална сила је очигледна у ротирајућем референтном оквиру и делује ка спољашњости . Она не постоји када се систем описује у односу на инерцијски референтни оквир.
Сва мерења положаја и брзине морају се извршити у односу на неки референтни оквир. На пример, анализа кретања објекта у авиону у лету могла би се направити у односу на авион, на површину Земље, или чак на Сунце. Референтни оквир који мирује (или онај који се креће без ротације и константном брзином) у односу на „фиксне звезде“ се генерално сматра инерцијским оквиром. Сваки систем се може анализирати у инерцијалном оквиру (и тако без центрифугалне силе). Међутим, често је згодније описати ротирајући систем коришћењем ротирајућег оквира — прорачуни су једноставнији, а описи интуитивнији. Када се направи овај избор, настају фиктивне силе, укључујући центрифугалну силу.
У референтном оквиру који ротира око осе кроз свој координатни почетак, сви објекти, без обзира на њихово стање кретања, изгледају као да су под утицајем радијалне (од осе ротације) спољне силе која је пропорционална њиховој маси, растојању од осе ротације оквира, и до квадрата угаоне брзине оквира. Ово је центрифугална сила. Како људи обично доживљавају центрифугалну силу унутар ротирајућег референтног оквира, нпр. на вртешци или возилу, она је знатно познатије од центрипеталне силе.
Кретање у односу на ротирајући оквир доводи до друге фиктивне силе: Кориолисове силе. Ако се брзина ротације оквира промени, потребна је трећа фиктивна сила (Ојлерова сила). Ове фиктивне силе су неопходне за формулисање тачних једначина кретања у ротирајућем референтном оквиру и омогућавају да се Њутнови закони користе у свом нормалном облику у таквом оквиру (са једним изузетком: фиктивне силе се не повињавују Треће Њутновом закону: немају једнаке и супротне парњаке). Њутнов трећи закон захтева да пандани постоје унутар истог референтног оквира, стога центрифугална и центрипетална сила нису акција и реакција (као што се понекад погрешно тврди).

## Кружно кретање
Најједноставнији облик обртног кретања је кружно кретање, када се центар кривине не мења. Ако се тело креће равномерно, односно брзином константног интензитета, по кружној путањи, према Другом Њутновом закону центрифугална сила биће једнака производу масе и центрифугалног убрзања:
{\displaystyle F_{c}=ma_{c}}
Како се центрифугално убрзање може изразити преко брзине кретања и полупречника орбите, израз за центрифугалну силу је
{\displaystyle F_{c}=m{\frac {v^{2}}{r}}}
где је {\displaystyle a_{c}} убрзање, {\displaystyle m} маса тела, {\displaystyle r} полупречник круга, {\displaystyle v} константа брзина кретања тела. Центрипетална сила је сразмерна квадрату брзине и обрнуто сразмерна полупречнику кружне путање, а њен вектор је усмерен исто као и вектор убрзања од центра круга ка телу.
Појам центрипеталне силе увео је још 1683. године, Кристијан Хајгенс, у свом делу „Сат са клатном“ (лат. Horologium oscilatorium), публикованом у Паризу.

## Веза између центрифугалне и центрипеталне силе
Центрифугална сила одређује се по истој формули као и центрипетална сила, њихове вредности су једнаке, обе делују дуж истог правца али у супротним смеровима и на различита тела. Ове две силе су различите природе. Док је центрипетална сила реална и изазвана је деловањима тела, центрифугална сила је као и све инерцијалне силе, фиктивна, и није изазвана деловањем других тела, и нема своју силу реакције, али су њени ефекти реални. Она је последица убрзаног кретања референтног система (који је везан за тело), тачније последица центрипеталног убрзања тела, усмереног ка центру кружне путање и отпора који пружа тело (својом инертношћу) овом убрзаном кретању.
Убрзање је назив за промену брзине неког тела. Разликују се два типа и њихову комбинација. Први тип је промена износа брзине, а други тип је промена смера брзине. Добар пример за промену смера брзине је кретање по кружници. Комбинација та два убрзања би било спирално кретање. Убрзање при коме се мења само смер брзине назива се центрипетално убрзање. Када се посматра динамика тела потребно је узети у обзир и масу тела. Из другог Њутновог закона следи да је убрзање пропорционално сили која делује на тело, те се закључује да на тело које се креће кружно, односно тело које центрипетално убрзава, делује нека сила. Назив сваке силе која узрокује кружно кретање тела, односно центрипетално убрзање, је центрипетална сила.
Ако се жели да се примене Њутнови закони на систем који убрзава тако да се решење добије за посматрача у систему који ротира, у рачун се мора увести нова сила која је истог износа али супротног смера центрипеталној сили. Та сила назива се центрифугална сила. За центрифугално, односно центрипетално убрзање које се у кинематици назива нормално убрзање, вреди израз:
{\displaystyle a_{n}=a_{c}={\frac {v^{2}}{r}}=r\cdot \omega ^{2}}
Тело које се креће по кружници константном брзином v, увек има нормално или центрипетално убрзање {\displaystyle a_{n}} која има смер према средишту путање.
Ако се на слици споје тачке AD, AE, ED и DC добијају се два слична троугла тако да се може поставити однос:
{\displaystyle {\overline {AD}}:{\overline {AC}}={\overline {AE}}:{\overline {AD}}}
Како је:
{\displaystyle {\overline {AD}}=v\cdot t} (пут униформног кретања)
{\displaystyle {\overline {AC}}={\frac {a_{n}}{2}}\cdot t^{2}} (пут униформно убрзано кретање)
 = полупречник кружнице
Уврштавањем у горњи однос добија се:
{\displaystyle v\cdot t:{\frac {a_{n}}{2}}\cdot t^{2}=2r:v\cdot t}
{\displaystyle v^{2}\cdot t^{2}={\frac {a_{n}}{2}}\cdot t^{2}\cdot 2r}
{\displaystyle a_{n}={\frac {v^{2}}{r}}=r\cdot \omega ^{2}}
Други Њутном закон каже да је сила једнака умношку масе и убрзања па је центрифугална, односно центрипетална сила:
{\displaystyle F_{c}=m\cdot {\frac {v^{2}}{r}}=m\cdot r\cdot \omega ^{2}}

## Примена
Центрифугална сила има различите примене, као нпр. у центрифугалним сепараторима, у којима се раздвајају честице различитих маса или код машина за прање веша. На начелу деловања центрифугалне силе раде центрифугална машина, центрифугални сепаратор, центрифугална сисаљка, различите врсте центрифуга и низ других уређаја.

### Центрифуга
Центрифуга је справа или уређај која центрифугалном силом раздваја састојке разнородних мешавина чврстих и течних материја различитих густина. Различите врсте центрифуга служе у лабораторијама и у индустрији за бистрење, одељивање, таложење и филтрирање, у млекарству за одвајање кајмака, у машинству за чишћење мазивих уља. Њоме се могу уклонити главне количине воде из чврстог материјала, на пример из мокрога текстила.

### Центрифугална машина
Центрифугална машина је уређај за приказивање промена које настају вртњом тела. Тако на пример метални обруч, окретан на центрифугалној машини, поприма облик ротацијског елипсоида, чиме се доказује настанак спљоштености Земље; кугла од иловаче, обешена о нит или жицу, која је горњим крајем везана на центрифугалну машину, вртњом се такође спљошти; помоћу две ексцентрично постављене масе може се приказати начело рада центрифугалног регулатора.

### Центрифугални сепаратор
Центрифугални сепаратор (према лат. separator: растављач, оделитељ) је уређај за раздвајање хетерогених смеша чврстих и течних материја различитих густина ротацијом. Најчешће се ради о одељивању емулзија и бистрењу суспензија. Деловањем центрифугалне силе материје веће густине скупљају се уз спољашњи део сепаратора, а материје мање густине на његовом унутрашњем делу, па се могу раздвојено одводити (центрифугирање). У ротирајућем бубњу сепаратора смештени су, један изнад другога, купасти тањири. Смеса се континуирано доводи кроз цев у доњи део бубња, одакле се, кроз отворе у тањирима, расподељује у финим слојевима између тањира. Материја веће густине струји између тањира према зидовима бубња, скупља се на његову ободу и одводи кроз отвор из бубња. Материја мање густине подиже се између тањира према оси бубња и излази из њега кроз прстенасти канал. У неким изведбама сепаратора тањири могу бити без отвора, па се течност одводи према периферији тањира и слојевито подиже према средишњој цеви, у којој се посебно одводе фракције мање и веће густине. Сепаратор са самопражњењем служи за одељивање чврсте материје од течности. Када се у бубњу накупи довољно талога, довод се сировине аутоматски прекида и талог из бубња уклања испирањем водом. Центрифугални сепаратори често се у индустрији користе уместо гломазних филтара, и то у хемијској, фармацеутској и прехрамбеној индустрији (при преради млека, сокова од воћа и поврћа, у индустрији квасца, пива и тако даље).

### Центрифугирање
Центрифугирање, у процесној техници, је сепарацијска операција којом се раздвајање хетерогених смеша материја убрзава деловањем центрифугалне силе (центрифуга; центрифугални сепаратор). Раздвајање настаје због разлике у густини чврстих честица и течности или две течности које се не мешају (центрифугална седиментација), или уз помоћ шупљикаве преграде (филтарског средства) која при раздвајању чврсте материје од течности пропушта течности (центрифугална филтрација). Као мера за делотворност раздвајања центрифугирањем служи повећање гравитације (однос центрифугалне силе према сили теже), које у обичним центрифугама износи 200 до 4 000, у суперцентрифугама 4 000 до 50 000, а у ултрацентрифугама 100 000 до 1 000 000 пута. У насталом пољу центрифугалне силе брзина раздвајања расте много брже с повећавањем брзине вртње него с повећавањем удаљености путање честица од средишта вртње. Према начину рада центрифугирање може бити шаржно, полуконтинуирано и континуирано, а према брзини вртње спороходно и брзоходно.
Центрифугирање се примењује за екстракцију растварачима, бистрење, класирање, згушњавање и одводњавање, прање и испирање. Тако се центрифугална седиментација користи у одводњавању муља отпадних вода, затим за одвајање масноћа из млека, у фармацеутској индустрији, приликом врења (уклањање квасца и меласе), при екстракцији уља, у машинству за чишћење мазивих уља, у производњи целулозе, пигмената и тако даље. Центрифугална филтрација примењује се на пример за одводњавање фино смрвљенога угљена и за одвајање сировог шећера од сирупа. Филтрацијске центрифуге раде с мањом брзином вртње од седиментацијских због ограничене чврстоће перфорираног бубња какав захтева њихова конструкција.

### Центрифугална сисаљка
Центрифугалне сисаљке су сисаљке кроз које течност протиче од смера црпљења према притисној страни деловањем центрифугалне силе, с радијалним током струјања, која потискује течност између лопатица једног или више ротора. Центрифугалне сисаљке прикладне су за сваку намену осим за мале количине и мале брзине, те за течности које имају велику вискозност. Користе се највише за мале и средње добавне висине и за велике добавне количине при повећаним брзинама струјања. Ове сисаљке нису самоусисне, то јест нису у могућности да исцрпе ваздух из усисног цевовода. Центрифугалне сисаљке могу бити једноступањске и вишеступањске. Углавном имају кућиште од ливеног жељеза, ротор од бронзе и вратило од нерђајућег челика. Често се на вратило навлачи кошуљица од бронзе или истог материјала као и вратило да би се вратило заштитило од трошења и тиме избегло често мењање. Одликују се константном добавом и добавном висином, заузимају мало простора, непосредно се спајају на погонску машину уз погодну брзину вртње. У поређењу са сисаљкама истих података, ове су релативно јефтиније, немају вентила, а израда и одржавање је јефтиније. Центрифугалне сисаљке, због капацитета и специфичне енергије имају велику заступљеност, те су у великој мери истиснуле клипне сисаљке. Центрифугална сисаљка се састоји од спиралног кућишта и ротора причвршћеног на вратилу који се врти великом брзином. Када се ротор врти потискује течност која се налази између лопатица, деловањем центрифугалне силе течност повећава брзину која се добрим делом претвара у притисак.

## Историја
Од 1659. године, новолатински термин vi centrifuga („центрифугална сила“) је посведочен у белешкама и писмима Кристијана Хајгенса. Треба имати на уму да на латинском centrum значи „центар“, а ‑fugus (од fugiō) значи „бежање, избегавање“. Стога, centrifugus значи „бежање из центра” у дословном преводу.
Године 1673, у Horologium Oscillatorium, Хајгенс пише (превод Ричарда Џ. Блеквела):

Постоји још једна врста осциловања поред оне коју смо до сада испитивали; наиме, кретање у коме се обешена тежина помера по обиму круга. Од тога смо били доведени до изградње другог сата отприлике у исто време када смо измислили први. [...] Првобитно сам намеравао да овде објавим подужи опис ових сатова, заједно са питањима која се односе на кружно кретање и центрифугалну силу, како би се то могло назвати, тема о којој имам више да кажем него што могу да уради у овом тренутку. Али, да би заинтересовани за ове ствари што пре могли да уживају у овим новим и не бескорисним спекулацијама, и да њихово објављивање не би било којим случајем спречено, одлучио сам, супротно свом плану, да додам и овај пети део [.. .].

Исте године, Исак Њутн је примио Хајгенсов рад преко Хенрија Олденбурга и одговорио: „Молим се да вратите [господину Хајгенсу] моју скромну захвалност [...] Драго ми је да можемо очекивати још један дискурс о vis centrifuga, о чему спекулације могу доказати добру употребу у природној филозофији и астрономији, као и у механици“.
Године 1687, у делу Principia, Њутн даље развија vis centrifuga („центрифугалну силу“). Отприлике у то време, концепт су даље еволуирали Њутн, Готфрид Вилхелм Лајбниц и Роберт Хук.
У касном 18. веку, модерни концепт центрифугалне силе је еволуирао као „фиктивна сила” која настаје у ротирајућој референци.
Центрифугална сила је такође играла улогу у дебатама у класичној механици о детекцији апсолутног кретања. Њутн је предложио два аргумента за одговор на питање да ли се апсолутна ротација може детектовати: аргумент ротирајуће кофе и аргумент ротирајућих сфера. Према Њутну, у сваком сценарију центрифугална сила би се посматрала у локалном оквиру објекта (оквиру где је објекат стационаран) само ако би оквир ротирао у односу на апсолутни простор.
Око 1883. године предложен је Махов принцип где, уместо апсолутне ротације, кретање удаљених звезда у односу на локални инерцијални оквир кроз неки (хипотетички) физички закон доводи до центрифугалне силе и других инерционих ефеката. Данашње гледиште заснива се на идеји инерцијалног референтног оквира, који даје предност посматрачима за које закони физике попримају најједноставнији облик, а посебно оквирима који не користе центрифугалне силе у својим једначинама кретања да би исправно описали кретање.
Око 1914. године, аналогија између центрифугалне силе (понекад коришћене за стварање вештачке гравитације) и гравитационих сила довела је до принципа еквиваленције опште теорије релативности.

## Примери

### Вожња возила у кривини
Уобичајено искуство које доводи до идеје о центрифугалној сили стичу путници који се возе у возилу, као што је аутомобил, који мења правац. Ако се аутомобил креће сталном брзином дуж правог пута, онда путник унутра не убрзава и, према Њутновом другом закону кретања, нето сила која делује на њега је стога нула (све силе које делују поништавају једна другу). Ако аутомобил уђе у кривину која се савија улево, путник доживљава привидну силу која као да га вуче удесно. Ово је фиктивна центрифугална сила. Она је неопходна у оквиру локалног референтног оквира путника да се објасни њихова изненадну тенденцију да почну да убрзава удесно у односу на аутомобил – тенденција којој се мора одупрети применом силе улево на аутомобил (на пример, сила трења на седиште) како би унутар остао у фиксном положају. Пошто гура седиште удесно, Њутнов трећи закон каже да га седиште гура улево. Центрифугална сила мора бити укључена у референтни оквир путника (у коме путник мирује): она се супротставља сили улево примењеној на путника од стране седишта и објашњава зашто ова иначе неуравнотежена сила не изазива његово убрзање. Међутим, посматрачу који мирује, који посматра са надвожњака изнад, било би очигледно да сила трења седишта која делује на путника није избалансирана; она представља нето силу улево, што доводи до тога да путник убрзава ка унутрашњој страни кривине, као што мора да би наставио да се креће са аутомобилом, а не да иде праволинијски како би иначе ишао. Тако је „центрифугална сила“ коју осећа резултат „центрифугалне тенденције“ изазване инерцијом. Слични ефекти се сусрећу у авионима и ролеркостерима где се величина привидне силе често наводи у „G-има”.

### Камен на струни
Ако се камен врти на струни у хоризонталној равни, једину стварну силу која делује на камен у хоризонталној равни примењује струна (гравитација делује вертикално). На камену у хоризонталној равни постоји нето сила која делује према центру.
У инерцијском референтном оквиру, да није ове нето силе која делује на камен, камен би се кретао праволинијски, према Њутновом првом закону кретања. Да би се камен кретао по кружној путањи, центрипетална сила, коју у овом случају обезбеђује струна, мора да се непрекидно примењивати на камен. Чим се уклони (на пример, ако се струна покида), камен се креће праволинијски, гледано одозго. У овом инерцијалном оквиру, концепт центрифугалне силе није потребан јер се свако кретање може правилно описати користећи само реалне силе и Њутнове законе кретања.
У референтном оквиру који се окреће са каменом око исте осе као и камен, камен је непомичан. Међутим, сила коју примењује струна и даље делује на камен. Ако би неко применио Њутнове законе у њиховом уобичајеном облику (инерцијални оквир), закључио би да би камен требало да убрзава у правцу нето примењене силе – ка оси ротације – што не чини. Центрифугална сила и друге фиктивне силе морају бити укључене заједно са стварним силама да би се применили Њутнови закони кретања у ротирајућем оквиру.

### Земља
Земља чини ротирајући референтни оквир јер се ротира око своје осе једном у 23 сата и 56 минута. Пошто је ротација спора, фиктивне силе које производи су често мале и у свакодневним ситуацијама се генерално могу занемарити. Чак и у прорачунима који захтевају високу прецизност, центрифугална сила генерално није експлицитно укључена, већ се комбинује са гравитационом силом: снага и правац локалне „гравитације“ у било којој тачки на површини Земље је заправо комбинација гравитационе и центрифугалне силе. Међутим, фиктивне силе могу бити произвољне величине. На пример, у референтном систему везаном за Земљу (где је Земља представљена као стационарна), фиктивна сила (збир Кориолисових и центрифугалних сила) је огромна и одговорна је за кружење Сунца око Земље. То је због велике масе и брзине Сунца (у односу на Земљу).

#### Тежина предмета на половима и на екватору
Ако се објекат мери једноставном опружном вагом на једном од Земљиних полова, на објекат делују две силе: Земљина гравитација, која делује у правцу надоле, и једнака и супротна сила враћања у опрузи, која делује нагоре. Пошто је објекат непомичан и не убрзава, не постоји нето сила која делује на објекат и сила из опруге је по величини једнака сили гравитације на објекат. У овом случају вага показује вредност силе гравитације на објекту.
Када се исти објекат измери на екватору, исте две реалне силе делују на објекат. Међутим, објекат се креће по кружној путањи док се Земља ротира и стога доживљава центрипетално убрзање. Када се посматра у инерцијском оквиру (то јест, оном који не ротира са Земљом), убрзање различито од нуле значи да сила гравитације неће бити у равнотежи са силом из опруге. Да би постојала нето центрипетална сила, величина повратне силе опруге мора бити мања од величине силе гравитације. Ова смањена сила враћања у опрузи се одражава на скали као мања тежина — око 0,3% мање на екватору него на половима. У референтном оквиру Земље (у којем објекат који се важе мирује), изгледа као да објекат не убрзава; међутим, две реалне силе, гравитација и сила из опруге, су исте величине и нису у равнотежи. Центрифугална сила мора бити укључена да би збир сила био нула како би одговарао очигледном недостатку убрзања.

Напомена: Заправо, примећена разлика у тежини је већа — око 0,53%. Земљина гравитација је нешто јача на половима него на екватору, јер Земља није савршена сфера, те је објекат на половима нешто ближе центру Земље него онај на екватору; овај ефекат се комбинује са центрифугалном силом да би се произвела примећена разлика у тежини.

## Деривација
За следећи формализам, ротирајући референтни оквир се сматра посебним случајем неинерцијалног референтног оквира који ротира у односу на инерцијални референтни оквир који означава стационарни оквир.

### Временски деривати у ротирајућем оквиру
У ротирајућем референтном оквиру, временски деривати било које векторске функције P времена — као што су вектори брзине и убрзања објекта — ће се разликовати од његових временских деривата у стационарном оквиру. Ако су P1 P2, P3 компоненте P у односу на јединичне векторе i, j, k усмерене дуж осе ротационог оквира (тј. P = P1 i + P2 j +P3 k), онда је први временски извод [dP/dt] од P у односу на ротирајући оквир, по дефиницији, dP1/dt i + dP2/dt j + dP3/dt k. Ако је апсолутна угаона брзина ротирајућег оквира ω, онда је извод dP/dt од P у односу на стационарни оквир повезан са [dP/dt] једначином:
{\displaystyle {\frac {\mathrm {d} {\boldsymbol {P}}}{\mathrm {d} t}}=\left[{\frac {\mathrm {d} {\boldsymbol {P}}}{\mathrm {d} t}}\right]+{\boldsymbol {\omega }}\times {\boldsymbol {P}}\ ,} 
где {\displaystyle \times } означава векторски производ. Другим речима, брзина промене P у стационарном оквиру је збир његове привидне брзине промене у ротирајућем оквиру и брзине ротације {\displaystyle {\boldsymbol {\omega }}\times {\boldsymbol {P}}} који се може приписати кретању оквира који се ротира. Вектор ω има магнитуду ω једнаку брзини ротације и усмерен је дуж осе ротације према правилу десне руке.

### Убрзање
Њутнов закон кретања за честицу масе m написан у векторском облику је:
{\displaystyle {\boldsymbol {F}}=m{\boldsymbol {a}}\ ,}
где је F векторски збир физичке силе примењене на честицу и a је апсолутно убрзање (тј. убрзање у инерцијалном оквиру) честице, дато са: 
{\displaystyle {\boldsymbol {a}}={\frac {\mathrm {d} ^{2}{\boldsymbol {r}}}{\mathrm {d} t^{2}}}\ ,}
где је r вектор положаја честице (не сме се мешати са радијусом, као што је горе коришћено.)
Применом горње трансформације из стационарног у ротирајући оквир три пута (двапут на {\textstyle {\frac {\mathrm {d} {\boldsymbol {r}}}{\mathrm {d} t}}} и једном на {\textstyle {\frac {\mathrm {d} }{\mathrm {d} t}}\left[{\frac {\mathrm {d} {\boldsymbol {r}}}{\mathrm {d} t}}\right]}), апсолутно убрзање честице се може записати као:
{\displaystyle {\begin{aligned}{\boldsymbol {a}}&={\frac {\mathrm {d} ^{2}{\boldsymbol {r}}}{\mathrm {d} t^{2}}}={\frac {\mathrm {d} }{\mathrm {d} t}}{\frac {\mathrm {d} {\boldsymbol {r}}}{\mathrm {d} t}}={\frac {\mathrm {d} }{\mathrm {d} t}}\left(\left[{\frac {\mathrm {d} {\boldsymbol {r}}}{\mathrm {d} t}}\right]+{\boldsymbol {\omega }}\times {\boldsymbol {r}}\ \right)\\&=\left[{\frac {\mathrm {d} ^{2}{\boldsymbol {r}}}{\mathrm {d} t^{2}}}\right]+{\boldsymbol {\omega }}\times \left[{\frac {\mathrm {d} {\boldsymbol {r}}}{\mathrm {d} t}}\right]+{\frac {\mathrm {d} {\boldsymbol {\omega }}}{\mathrm {d} t}}\times {\boldsymbol {r}}+{\boldsymbol {\omega }}\times {\frac {\mathrm {d} {\boldsymbol {r}}}{\mathrm {d} t}}\\&=\left[{\frac {\mathrm {d} ^{2}{\boldsymbol {r}}}{\mathrm {d} t^{2}}}\right]+{\boldsymbol {\omega }}\times \left[{\frac {\mathrm {d} {\boldsymbol {r}}}{\mathrm {d} t}}\right]+{\frac {\mathrm {d} {\boldsymbol {\omega }}}{\mathrm {d} t}}\times {\boldsymbol {r}}+{\boldsymbol {\omega }}\times \left(\left[{\frac {\mathrm {d} {\boldsymbol {r}}}{\mathrm {d} t}}\right]+{\boldsymbol {\omega }}\times {\boldsymbol {r}}\ \right)\\&=\left[{\frac {\mathrm {d} ^{2}{\boldsymbol {r}}}{\mathrm {d} t^{2}}}\right]+{\frac {\mathrm {d} {\boldsymbol {\omega }}}{\mathrm {d} t}}\times {\boldsymbol {r}}+2{\boldsymbol {\omega }}\times \left[{\frac {\mathrm {d} {\boldsymbol {r}}}{\mathrm {d} t}}\right]+{\boldsymbol {\omega }}\times ({\boldsymbol {\omega }}\times {\boldsymbol {r}})\ .\end{aligned}}}

### Сила
Привидно убрзање у ротирајућем оквиру је {\displaystyle \left[{\frac {\mathrm {d} ^{2}{\boldsymbol {r}}}{\mathrm {d} t^{2}}}\right]}. Посматрач који није свестан ротације очекивао би да је ово нула у одсуству спољних сила. Међутим, Њутнови закони кретања важе само у инерцијалном оквиру и описују динамику у смислу апсолутног убрзања {\displaystyle {\frac {\mathrm {d} ^{2}{\boldsymbol {r}}}{\mathrm {d} t^{2}}}}. Дакле, посматрач доживљава додатне чланове као доприносе услед фиктивних сила. Ови чланови у привидном убрзању су независни од масе; те се чини да свака од ових фиктивних сила, попут гравитације, вуче предмет сразмерно његовој маси. Када се саберу ове силе, једначина кретања има облик:
{\displaystyle {\boldsymbol {F}}-m{\frac {\mathrm {d} {\boldsymbol {\omega }}}{\mathrm {d} t}}\times {\boldsymbol {r}}-2m{\boldsymbol {\omega }}\times \left[{\frac {\mathrm {d} {\boldsymbol {r}}}{\mathrm {d} t}}\right]-m{\boldsymbol {\omega }}\times ({\boldsymbol {\omega }}\times {\boldsymbol {r}})=m\left[{\frac {\mathrm {d} ^{2}{\boldsymbol {r}}}{\mathrm {d} t^{2}}}\right]\ .}
Из перспективе ротирајућег оквира, додатни услови сила се доживљавају као стварне спољне силе и доприносе привидном убрзању. Додатни чланови једначине на страни силе се могу препознати као, читајући с лева на десно, Ојлерова сила {\displaystyle -m\mathrm {d} {\boldsymbol {\omega }}/\mathrm {d} t\times {\boldsymbol {r}}}, Кориолисова сила {\displaystyle -2m{\boldsymbol {\omega }}\times \left[\mathrm {d} {\boldsymbol {r}}/\mathrm {d} t\right]}, и центрифугална сила {\displaystyle -m{\boldsymbol {\omega }}\times ({\boldsymbol {\omega }}\times {\boldsymbol {r}})}, респективно. За разлику од друге две фиктивне силе, центрифугална сила је увек усмерена радијално напоље од осе ротације ротирајућег оквира, са магнитудом {\displaystyle m\omega ^{2}r_{\perp }}, где је {\displaystyle r_{\perp }} компонента вектора положаја окомита на {\displaystyle {\boldsymbol {\omega }}}, и за разлику од Кориолисове силе посебно, она је независна од кретања честице у ротирајућем оквиру. Као што је очекивано, за неротирајући инерцијални референтни оквир {\displaystyle ({\boldsymbol {\omega }}=0)} центрифугална сила и све друге фиктивне силе нестају. Слично, како је центрифугална сила пропорционална удаљености од објекта до осе ротације оквира, центрифугална сила нестаје за објекте који леже на оси.

## Апсолутна ротација
Њутн је предложио три сценарија за одговор на питање да ли се апсолутна ротација локалног оквира може детектовати; односно ако посматрач може да одлучи да ли се посматрани објекат ротира или да ли се посматрач ротира.
- Облик површине воде која ротира у кофи. Облик површине постаје конкаван како би уравнотежио центрифугалну силу у односу на друге силе на течност.
- Напетост у нити која спаја две сфере које ротирају око свог центра масе. Напетост у струни ће бити пропорционална центрифугалној сили на свакој сфери док се ротира око заједничког центра масе.

У овим сценаријима, ефекти који се приписују центрифугалној сили се примећују само у локалном оквиру (оквиру у коме је објекат стационаран) ако објекат пролази кроз апсолутну ротацију у односу на инерцијални оквир. Насупрот томе, у инерцијском оквиру, уочени ефекти настају као последица инерције и познатих сила без потребе за увођењем центрифугалне силе. На основу овог аргумента, привилеговани оквир, у коме закони физике попримају најједноставнији облик, је стационарни оквир у коме се не мора позивати на фиктивне силе.
У оквиру овог погледа на физику, било који други феномен који се обично приписује центрифугалној сили може се користити за идентификацију апсолутне ротације. На пример, спљоштеност сфере материјала који слободно тече се често објашњава у смислу центрифугалне силе. Спљоштени облик сфероида одражава, пратећи Клерову теорему, равнотежу између задржавања гравитационим привлачењем и расејања центрифугалном силом. Да је Земља сама по себи спљоштен сфероид, избочен на екватору где је радијално растојање, а самим тим и центрифугална сила већа, узима се као један од доказа за њену апсолутну ротацију.